# Helmut Kalbe
Helmut Kalbe (* 19. Oktober 1941; † 1998) war Fußballspieler im Bereich des DDR-Fußball-Verbandes. In dessen 1. Liga, der Oberliga, spielte er kurzzeitig für den 1. FC Union Berlin.

## Sportliche Laufbahn
Mit knapp zwölf Jahren wurde Helmut Kalbe 1953 in die Fußball-Kindermannschaft der Ost-Berliner Sportgemeinschaft Buchholz aufgenommen. Mit 16 Jahren wechselte er 1957 zur Juniorenmannschaft des Spitzenklubs der DDR-Armeesportvereinigung, dem ASK Vorwärts Berlin. Nachdem er 1959 für den Männerbereich spielberechtigt geworden war, spielte Kalbe in der Reservemannschaft des ASK, mit der er 1960 Meister der Oberliga-Reserven wurde. Anfang 1961 schloss er sich dem viertklassigen Berliner Bezirksligisten, der Betriebssportgemeinschaft (BSG) Motor Weißensee an.
Zur Saison 1964/65 kam Kalbe zum Zweitligisten TSC Berlin, wurde dort jedoch vorwiegend in der drittklassigen 2. Mannschaft eingesetzt. Anfang 1966 wurde er vom 1. FC Union Berlin übernommen, der aus dem TSC ausgegliedert worden war. Am Ende der Saison 1965/66 wurde er mit Union II Ost-Berliner Bezirksmeister. Da die 2. Mannschaft nicht aufstiegsberechtigt war und Kalbe auch 1966/67 nicht in der inzwischen in die Oberliga aufgestiegenen 1. Mannschaft eingesetzt wurde, spielte er ein weiteres Jahr in der Drittklassigkeit. 1967/68 spielte Kalbe für eine Saison bei der SG Lichtenberg 47 in der zweitklassigen DDR-Liga. Anschließend kehrte er wieder zu Union Berlin zurück und wurde nun auch in den Oberligaspielen des Klubs eingesetzt. Zwischen dem 2. und 13. Spieltag der Saison 1968/69 wurde Kalbe in zehn Oberligapunktspielen hauptsächlich als Außenstürmer eingesetzt. Sein erstes Oberligaspiel bestritt er am 24. August 1968 in der Begegnung Sachsenring Zwickau – 1. FC Union (0:1). Im November 1968 kam er noch einmal in einem Pokalspiel in der 1. Mannschaft zum Einsatz, danach wurde er wieder in die 2. Mannschaft zurückgestuft. Sein einziges Erstligator hatte Kalbe am 11. Spieltag beim Lokalderby gegen den BFC Dynamo (1:1) erzielt.
Nach dem Ende der Saison 1968/69, die für den 1. FC Union mit dem Abstieg geendet hatte, wechselte Kalbe für zwei Spielzeiten zum Potsdamer Bezirksligisten BSG Motor Hennigsdorf. In der Saison 1971/72 verhalf er der Ost-Berliner BSG Motor Köpenick zur Bezirksmeisterschaft und zum Aufstieg in die DDR-Liga, zog sich danach aber 31-jährig vom Leistungssport zurück. Als Freizeitfußballer spielte er später unter anderem bei der Ost-Berliner SG Friedrichshagen (1975–1980).